# Konstsim vid världsmästerskapen i simsport 2023
Konstsim vid världsmästerskapen i simsport 2023 avgjordes mellan den 14 och 22 juli 2023 i Marine Messe Fukuoka i Fukuoka i Japan.

## Medaljörer

### Herrar
| Gren                         | Guld                          | Guld     | Silver                   | Silver   | Brons                | Brons    |
| Solo                         |                               |          |                          |          |                      |          |
| Fritt program Detaljer...    | Dennis González Spanien       | 193,0334 | Gustavo Sánchez Colombia | 189,9625 | Kenneth Gaudet USA   | 179,5562 |
| Tekniskt program Detaljer... | Fernando Díaz del Río Spanien | 224,5550 | Kenneth Gaudet USA       | 216,8000 | Eduard Kim Kazakstan | 216,0000 |

### Damer
| Gren                         | Guld                                                   | Guld     | Silver                                  | Silver   | Brons                           | Brons    |
| Solo                         |                                                        |          |                                         |          |                                 |          |
| Fritt program Detaljer...    | Yukiko Inui Japan                                      | 254,6062 | Vasiliki Alexandri Österrike            | 229,3251 | Kate Shortman Storbritannien    | 219,9542 |
| Tekniskt program Detaljer... | Yukiko Inui Japan                                      | 276,5717 | Vasiliki Alexandri Österrike            | 264,4200 | Iris Tió Spanien                | 254,2100 |
| Par                          |                                                        |          |                                         |          |                                 |          |
| Fritt program Detaljer...    | Österrike Anna-Maria Alexandri Eirini-Marina Alexandri | 255,4583 | Kina Wang Liuyi Wang Qianyi             | 255,2480 | Japan Moe Higa Mashiro Yasunaga | 249,5167 |
| Tekniskt program Detaljer... | Japan Moe Higa Mashiro Yasunaga                        | 273,9500 | Italien Linda Cerruti Lucrezia Ruggiero | 263,0334 | Spanien Alisa Ozhogina Iris Tió | 257,8368 |

### Mixat
| Gren                         | Guld                          | Guld     | Silver                                    | Silver   | Brons                                    | Brons    |
| Par                          |                               |          |                                           |          |                                          |          |
| Fritt program Detaljer...    | Kina Cheng Wentao Shi Haoyu   | 225,1020 | Mexiko Itzamary González Diego Villalobos | 192,5500 | Spanien Dennis González Mireia Hernández | 183,4207 |
| Tekniskt program Detaljer... | Japan Tomoka Sato Yotaro Sato | 255,5066 | Spanien Dennis González Emma García       | 248,0499 | Kina Cheng Wentao Shi Haoyu              | 247,3033 |

### Lag
| Gren                            | Guld | Guld     | Silver | Silver   | Brons | Brons    |
| Akrobatiskt program Detaljer... | Kina Chang Hao Cheng Wentao Feng Yu Shi Haoyu Wang Ciyue Xiang Binxuan Xiao Yanning Zhang Yayi                                | 238,0033 | USA Anita Alvarez Jaime Czarkowski Nicole Dzurko Keana Hunter Audrey Kwon Calista Liu Bill May Daniella Ramirez                          | 232,4033 | Japan Moka Fujii Ikoi Hirota Moeka Kijima Tomoka Sato Yotaro Sato Hikari Suzuki Akane Yanagisawa Megumu Yoshida                                              | 220,5867 |
| Fritt program Detaljer...       | Kina Chang Hao Feng Yu Wang Ciyue Wang Liuyi Wang Qianyi Xiang Binxuan Xiao Yanning Zhang Yayi                                | 329,1687 | Japan Moe Higa Moeka Kijima Uta Kobayashi Ayano Shimada Ami Wada Akane Yanagisawa Mashiro Yasunaga Megumu Yoshida                        | 317,8085 | Ukraina Maryna Aleksijiva Vladyslava Aleksijiva Marta Fjedina Veronika Hrysjko Darja Mosjynska Anhelina Ovtjynnikova Anastasija Sjmonina Valerija Tysjtjenko | 256,2415 |
| Tekniskt program Detaljer...    | Spanien Cristina Arámbula Marina García Polo Meritxell Mas Alisa Ozhogina Paula Ramírez Sara Saldaña Iris Tió Blanca Toledano | 281,6893 | Italien Linda Cerruti Marta Iacoacci Sofia Mastroianni Enrica Piccoli Lucrezia Ruggiero Isotta Sportelli Giulia Vernice Francesca Zunino | 274,5155 | USA Anita Alvarez Jaime Czarkowski Megumi Field Audrey Kwon Jacklyn Luu Daniella Ramirez Ruby Remati Natalia Vega                                            | 273,7396 |

## Medaljtabell
*   Värdland ( Japan)
| Nr                   | Nation               | Guld | Silver | Brons | Totalt |
| -------------------- | -------------------- | ---- | ------ | ----- | ------ |
| 1                    | Japan*               | 4    | 1      | 2     | 7      |
| 2                    | Spanien              | 3    | 1      | 3     | 7      |
| 3                    | Kina                 | 3    | 1      | 1     | 5      |
| 4                    | Österrike            | 1    | 2      | 0     | 3      |
| 5                    | USA                  | 0    | 2      | 2     | 4      |
| 6                    | Italien              | 0    | 2      | 0     | 2      |
| 7                    | Colombia             | 0    | 1      | 0     | 1      |
| 7                    | Mexiko               | 0    | 1      | 0     | 1      |
| 9                    | Kazakstan            | 0    | 0      | 1     | 1      |
| 9                    | Storbritannien       | 0    | 0      | 1     | 1      |
| 9                    | Ukraina              | 0    | 0      | 1     | 1      |
| Totalt (11 nationer) | Totalt (11 nationer) | 11   | 11     | 11    | 33     |